# Júpiter excéntrico

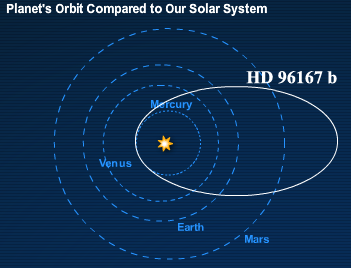
El Júpiter excéntrico HD 96167 b tiene una órbita de cometa.

Un Júpiter excéntrico es un gigante gaseoso que orbita a su estrella en una órbita excéntrica Los Júpiter excéntricos pueden impedir a un sistema planetario de tener planetas similares a la Tierra en él, porque gigante gaseoso masivo con una órbita excéntrica puede eliminar todos los planetas de masas terrestre de la zona de habitabilidad.
Hasta la fecha, parece que aproximadamente el 7% de todas las estrellas (la mitad de los sistemas planetarios conocidos) tienen un Júpiter excéntrico (e> 0,1), por lo que estos planetas son más comunes que los Júpiter calientes.[cita requerida]
De los más de 200 primeros descubrimientos de planetas extrasolares (hasta 2006), 15 planetas cuentan con grandes excentricidades orbitales (e> 0,6).
El exoplaneta típico con un período orbital mayor de 5 días tiene una excentricidad media de 0,23.
Posibles Jupíteres excéntricos en las zonas de habitabilidad:
| Planeta     | SEM   | exc  | MJ    | Notas                                                      |
| ----------- | ----- | ---- | ----- | ---------------------------------------------------------- |
| HD 3651 b   | 0,29  | 0,61 | 0,22  | Podría permitir planetas más allá de 0,6 UA                |
| HD 37605 b  | 0,26  | 0,73 | 2,84  | Podría permitir planetas más allá de 0,8 UA                |
| HD 45350 b  | 1,92  | 0,77 | 1,79  | Órbitas estables dentro de 0,2 UA                          |
| HD 80606 b  | 0,45  | 0,93 | 4,0   | Sólo más allá de 1,75 UA permanecieron partículas estables |
| HD 20782 b  | 1,381 | 0,97 | 2,620 |                                                            |
| HD 89744 b  | 0,93  | 0,67 | 8,58  | Sin planetas terrestres en la zona de habitabilidad        |
| 16 Cygni Bb | 1,68  | 0,68 | 1,68  | Sin planetas terrestres en la zona de habitabilidad        |